# Sheraton Annaba
Le Sheraton Annaba est un hôtel cinq étoiles à Annaba en Algérie, géré par Sheraton. Il est le troisième hôtel de la chaîne  Sheraton en Algérie après ceux d'Alger et Oran. Idéalement situé avec une vue imprenable sur la mer méditerranée et permet un accès facile à l'aéroport d'Annaba.

## Description
Le Sheraton Annaba est géré par le groupe américain Sheraton compte 201 chambres et 15 suites, dont une suite présidentielle, quatre restaurants, dont un restaurant panoramique pouvant accueillir 700 personnes et des espaces verts.
L'hôtel comprend 20 étages, deux sous-sols, un parking pour 300 véhicules, une piscine en mezzanine et des espaces de confort, de services, de divertissement et d’affaires, avec une superficie de 1400 m²,.